# Dumes
Dumes ist eine französische Gemeinde mit 250 Einwohnern (Stand 1. Januar 2022) im Département Landes in der Region Nouvelle-Aquitaine (vor 2016: Aquitanien). Sie gehört zum Arrondissement Mont-de-Marsan und zum Kanton Chalosse Tursan.
Der Name in der gascognischen Sprache lautet Dume. Er leitet sich vom lateinischen dumus ab und bedeutet „Gestrüpp, Busch“.
Die Einwohner werden Dumois und Dumoises genannt.

## Geographie
Dumes liegt ca. 20 Kilometer südlich von Mont-de-Marsan in der Landschaft Chalosse der historischen Provinz Gascogne.
Umgeben wird Dumes von den Nachbargemeinden:
|            | Audignon                                    |                |
|            | Kompassrose, die auf Nachbargemeinden zeigt | Eyres-Moncube  |
| Horsarrieu |                                             | Sainte-Colombe |

Dumes liegt im Einzugsgebiet des Flusses Adour. Der Ruisseau de Laudon, ein Nebenfluss des Gabas, fließt an der südwestlichen Grenze der Gemeinde entlang.

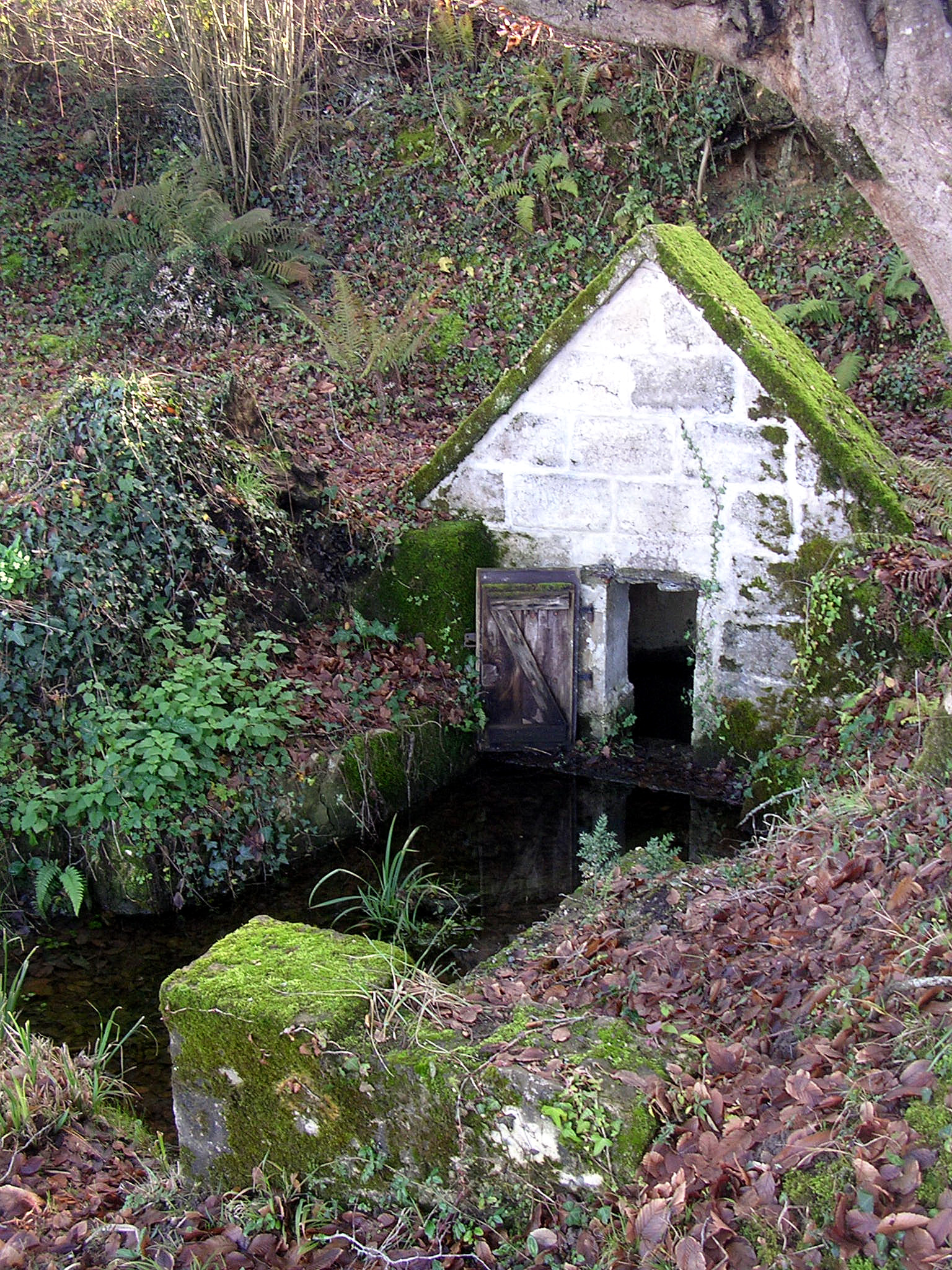
Quelle Mondiron

## Geschichte
Dumes ist eine der kleinsten Gemeinden des Départements. Während des Mittelalters war sie ein Lehen der Familie de Navailles. Am Ende des 19. Jahrhunderts befand sich eine Fabrik zur Produktion von Baukalk und eine zur Produktion von Falzziegeln in Dumes, die heute nicht mehr existieren. Henri de Navailles war Bürgermeister der Gemeinde in der ersten Hälfte des 20. Jahrhunderts und förderte die Entwicklung der Agrarwissenschaften in Dumes.

### Einwohnerentwicklung
Nach dem Beginn der Aufzeichnungen stieg die Einwohnerzahl bis zur ersten Hälfte des 19. Jahrhunderts auf einen ersten Höchststand von rund 265 Einwohnern. In der Folge sank die Größe der Gemeinde bei kurzen Erholungsphasen bis zu den 1980er Jahren auf rund 110 Einwohner. Mit der Jahrtausendwende kam es zu einem kurzen, aber kräftigen Bevölkerungswachstum. das die Größe der Gemeinde fast verdoppelte. Dieser Trend hat sich in jüngster Zeit jedoch abgeschwächt.
| Jahr      | 1962 | 1968 | 1975 | 1982 | 1990 | 1999 | 2006 | 2010 | 2022 |
| --------- | ---- | ---- | ---- | ---- | ---- | ---- | ---- | ---- | ---- |
| Einwohner | 150  | 152  | 136  | 112  | 113  | 133  | 240  | 268  | 250  |

## Sehenswürdigkeiten

### PfarrkircheSaint-Pierre
Die dem Apostel Petrus geweihte Pfarrkirche wurde um 1900 errichtet. Sie besitzt einen Grundriss in der Form eines Lateinischen Kreuzes. Die flache Apsis und die östlichen Wände des Transepts werden durch Fenster mit einer doppelten Lanzette und einem darüber befindlichen Vielpass durchbrochen. An dem südlichen Arm des Transepts ist eine Sakristei angebaut. An der Westseite erhebt sich der viereckige Glockenturm mit einem polygonalen, mit Schiefer gedeckten Helm. Auf jeder Seite ist er mit gekuppelten Schallöffnungen ausgestattet. Das Eingangsportal befindet sich auf der Südseite. Es hat die Form eines Spitzbogens mit einem Dreipass. Die Decke des Kircheninneren ist als Kreuzrippengewölbe ausgestaltet.

### Schloss Saint-Pierre-de-Dumes

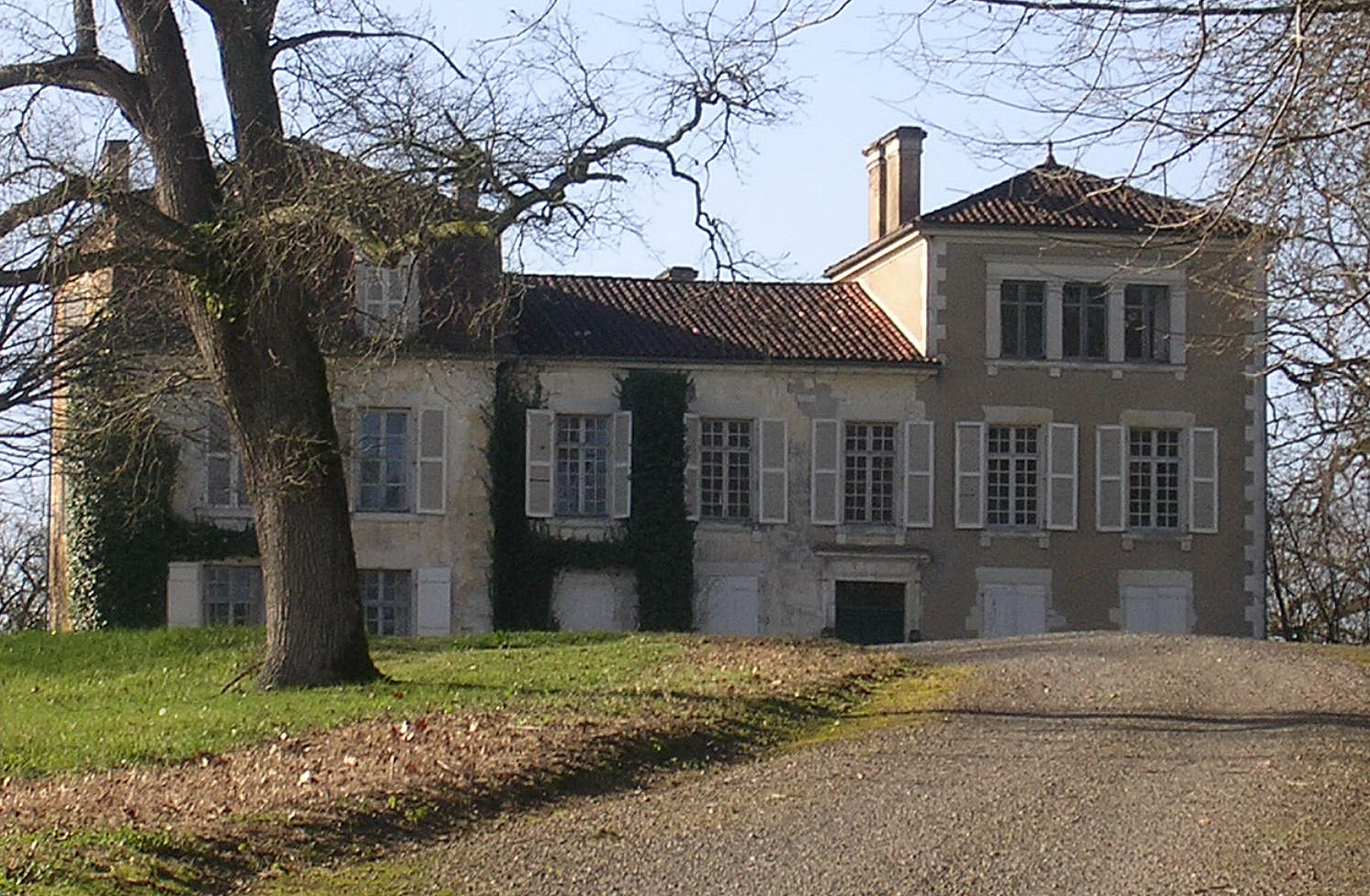
Schloss Saint-Pierre-de-Dumes

Das ursprüngliche Schloss wurde 1289 vom Grundherrn Guitard d’Arambès unter besonderer Genehmigung des englischen Königs Eduard I. errichtet. Im Laufe des 17. Jahrhunderts wurde es auf Anordnung von Kardinal Richelieu beinahe vollständig niedergerissen. Am 10. September 1664 beschädigten Truppen Richelieus das Anwesen aufgrund einer Revolte gegen die erhobene Gabelle, einer Salzsteuer. Einer Erzählung nach wurde der Boden des Landguts mit einem silbernen Pflug umgepflügt, um die königliche Macht zu demonstrieren. Zuvor hatte das Schloss bereits in der Zeit der Fronde zwischen 1648 und 1653 gelitten. Im Laufe des 19. Jahrhunderts wurde das heutige Schloss vollständig neu gebaut. Von dem früheren Gebäude sind allerdings einige Überbleibsel verblieben, wie ein ehemaliger Gebäudetrakt und Mauerreste, die in den modernen Bau integriert wurden. Das Schloss ist in Privatbesitz und der Öffentlichkeit nicht zugänglich.

## Wirtschaft und Infrastruktur
Der Ackerbau spielt eine wichtige Rolle in der Wirtschaft der Gemeinde.
Die Schokoladenfabrik Pons erzeugt neben Schokolade auch Leberpasteten. Ein geführter Rundgang zeigt den Besuchern die Geschichte des Kakaos und der Produktion von Schokolade, gefolgt von einer Verkostung.

### Bildung
Die Gemeinde verfügt über eine öffentliche Grundschule mit 19 Schülerinnen und Schülern im Schuljahr 2017/2018.

### Verkehr
Dumes wird durchquert von der Route départementale 933S, der ehemaligen Route nationale 133.